# Coelogyne miniata
Coelogyne miniata é uma espécie de orquídea (Orchidaceae) do Sudeste Asiático.